# Mottramita
La mottramita es un mineral vanadato, por tanto en la clase de los minerales fosfatos, y dentro de esta pertenece al llamado “grupo de la adelita-descloizita”. Fue descubierta en 1876 en la localidad de Mottram en Cheshire, Inglaterra (Reino Unido), siendo nombrada así por el nombre de esta localidad. Sinónimos poco usados son: chileíta, cuprovanidita, duftita-α o psittacinita.

## Características químicas
Químicamente es un vanadato de plomo y cobre, hidroxilado. El grupo de la adelita-descloizita al que pertenece son todos arsenatos y vanadatos con estructura del sistema cristalino ortorrómbico. La mottramita es el análogo con cobre de la descloizita, también de este grupo.
Forma una serie de solución sólida con la descloizita (PbZnVO4(OH)), en la que la sustitución gradual del cobre por cinc va dando los distintos minerales de la serie. Una segunda serie es la que forma con la duftita (PbCuAsO4(OH)), en la que se va sustituyendo el vanadio por arsénico.
Además de los elementos de su fórmula, suele llevar como impureza pequeñas cantidades de cinc.

## Formación y yacimientos
Es un mineral muy común, que se forma como mineral secundario, principalmente aparece con frecuencia en la zona de oxidación de yacimientos de otros minerales, normalmente de minerales de metales con vanadio.
Suele encontrarse asociado a otros minerales como: vanadinita, piromorfita, mimetita, descloizita, cerusita, duftita, wulfenita, azurita o dioptasa.	

## Usos
Puede ser extraído junto a otros minerales como mena del plomo y cobre.